# استاری کبزن
استاری کبزن (به لاتین: Stary Kebezen) یک منطقهٔ مسکونی در روسیه است که در جمهوری آلتای واقع شده‌است.